# 同学少年都不贱
《同學少年都不賤》是中国現代小说家张爱玲的一部小说。

## 出版
台湾皇冠出版社为纪念建设五十周年，在2004年2月推出了这本小说的正体字单行本。其后，由天津人民出版社在中国大陸出版了简体字版。

## 对“遗作”的说明
这部小说被宣传为张爱玲的“遗作”，但很容易引起误会。一般来说，遗作是指该作者生前完成或未完的最后一部作品，而《同学少年都不贱》（下简称《同》）这部小说并非是张爱玲生前最后著作的一部作品，而是“本该与《色，戒》，《浮花浪蕊》等同时面世的”（简体版《同》序，P.7）。仅仅是因某些原因未能在有生之年发表——商家可能以此为理由将其宣传为“遗作”借以吸引消费者。

## 书名的出处
“同学少年都不贱”这个书名出自杜甫的《秋兴八首》的第三诗中的一句：“同学少年多不贱，五陵衣马自轻肥。”，作了一点小修改。而杜甫的“五陵衣马自轻肥”也是有出处的，出自范云的《赠张徐州谡》这首诗中的一句话“裘马悉轻肥”，杜甫引用时也作了一点小修改，把“裘”改成了“衣”。而“裘马轻肥”的总出处是：《论语·雍也》：“赤之适齐也，乘肥马，衣轻裘。”后以裘马轻肥形容富贵者放荡不羁的生活。

## 书名的含义
“同学少年都不贱”这个书名，其中的“贱”从书中的含义来讲是指在经济条件、社会地位等等各个方面比别人差、比别人低了一个档次的意思——那么“都不贱”就是：谁也不比谁差。
小说中的两位女主人公赵玨和恩娟在学生时代本是好友，然后离开学校后，两人在社会地位、经济条件上拉开了较大的差距。面对经济条件、社会地位远高于自己的恩娟，赵玨一方面有些自惭形秽，一方面又心高气傲不愿服输而找一些心理安慰，这种心理安慰也就是“同学少年都不贱”——其实谁也不比谁差。